# Эстрада, Паскаль
Паскаль Хуан Эстрада (нем. Pascal Juan Estrada; род. 12 марта 2002, Линц) — австрийский футболист, защитник клуба «Олимпия».

## Клубная карьера
Эстрада — воспитанник клубов «Леондинг», «Юниорс», ЛАСК и английского «Вулверхэмптон Уондерерс». В 2020 году он начал выступать за резервный состав последних. Летом 2022 года Эстрада подписал контракт с словенской «Олимпией». 17 июля в матче против «Муры» он дебютировал в чемпионате Словении. 23 апреля 2023 года в поединке против «Горицы» Паскаль забил свой первый гол за «Олимпию». 